# Fusui
 Fusui (chino simplificado: 扶绥; pinyin: Fúsuí; zhuang: Fuzsuij) es un condado bajo la administración de la ciudad-prefectura de Chongzuo, en la región autónoma Zhuang de Guangxi, República Popular China. Limita al norte con Long'an, al sur con condado Shangsi de Fangchenggang, al oeste con Ningming y al este con distrito Jiangnan de Nanning.
Su área es de 2,836 km². Se encuentra a una altitud de 200 m sobre el nivel del mar.
La economía de la ciudad gira en la industria de la caña de azúcar, es conocida localmente como "el centro de la caña de China".

## Historia
A lo largo de los siglos la condado ha recibido diferentes nombres. Se la llamó Nishihara durante la dinastía Tang, prefectura de Wuli por la dinastía Song, Cuartel general de Wuli en la dinastía Yuan y prefectura de Xinning durante las dinastías Ming y Qing. Su nombre actual lo obtuvo en 1951.

## Clima
Fusui tiene un ambiente cálido debido a su clima subtropical húmedo. Los veranos son calurosos y húmedos, con temperaturas medias que alcanzan casi 22 °C en julio y agosto. Los inviernos son suaves y algo húmedos con 11 °C en enero. A menudo es ventosa y muy lluviosa, con cerca de 1.270 milímetros de lluvia al año.

## Demografía
Según estimaciones de 2010, contaba con 432.000 habitantes. El 82.8% de la población pertenece al grupo étnico de los zhuang, por lo que se trata de una de las mayores poblaciones zhuang.

## Etnias
En la ciudad residen miembros de las etnias zhuang, miao, yao, dong, mulao, maonan, han, yi, bai, dai, hui, lisu, lahu, wa, naxi, tibetana, jingpo, blang, buyei, achang, hani, xibe, pumi, mongola, nu, jino, manchú y dulong.

## Administración
Fusui se divide en 8 ciudades y 3 comunidades, y éstas a su vez se dividen en 14 administraciones comunitarias y 119 villas.
| Nombre de la Ciudad o Comunidad | En chino | Nombre de la administración comunitaria           | Nombre de la villa | Área/km² | Población | Población rural |
| ------------------------------- | -------- | ------------------------------------------------- | --- | -------- | --------- | --------------- |
| 1.Xinning                       | 新宁镇   | Chengxiang, Chengdong, Chengxi, Chengnan, Xiufeng | Chonghe, Changsha, Nakuan, Shuibian, Tangan, Shangdong, Datang, Quna                                                           | 103.34   | 77776     | 33591           |
| 2.Quli                          | 渠黎镇   | Quli, China-ASEAN Jóvenes del Parque Industrial   | Liansui, Quduo, Tuohe, Xinan, Basang, Buyao, Nale, Nongdeping, Qushi, Wangzhuang, Daling, Leilong, Dubang, Quxin, Biji, Qufeng | 380.21   | 56663     | 52319           |
| 3.Qujiu                         | 渠旧镇   | Qujiu                                             | Lailu, Tuonong, Tuoya, Sanhe, Nongbu, Tatun, Zhongyuan, Zhuqin, Chongbian, Busha                                               | 174,35   | 28000     | 24000           |
| 4.Liuqiao                       | 柳桥镇   | Liuqiao                                           | Leida, Shangtun, Baliu, Zaowa, Xincun, Quqi, Xichang, Fuba, Poli, Pokan, Pingpo, Najia                                         | 327.4    | 31099     | 27584           |
| 5.Dongmen                       | 东门镇   | Dongmen                                           | Banbao, Baidang, Haozuo, Liutou, Balou, Takuaile, Bulian, Jiucheng, Zìyao, Buge, Najiang, Naba, Jiangbian, Lingnan, Tuoda      | 378.2    | 44000     | 36727           |
| 6.Shanxu                        | 山圩镇   | Shanxu                                            | Qutou, Nali, Bayin, Kunlun, Pingtian, Napai, Pinggao, Nabai, Yubai, Jiuta, Naren                                               | 283      | 38000     | 32000           |
| 7.Zhongdong                     | 中东镇   | Zhongdong                                         | Xinling, Pingshan, Fengpo, Jiuxian, Jiuhe, Sitong, Xinlong, Baiyu, Shangyu, Sanshao, Dongshao, Linhe, Sixin, Weijiu            | 422      | 38000     | 34000           |
| 8.Dongluo                       | 东罗镇   |                                                   | Dongluo, Kelan, Douchong, Nalian, Cenfan, Qukan, Bayang, Dongdou, Houzhai                                                      | 215.5    | 41000     | 21000           |
| 9.Longtou                       | 龙头乡   | Longtou                                           | Jiuzhuang, Fengzhuang, Xiaohan, Natang, Tanlong, Nagui, Linwang, Tengguang                                                     | 179.75   | 32000     | 29000           |
| 10.Bapen                        | 岜盆乡   |                                                   | Napo, Gudou, Nonglin, Balun, Nongdong, Tuoliao, Nabiao, Bapen                                                                  | 151.93   | 26919     | 21000           |
| 11.Changping                    | 昌平乡   | Changping                                         | Pingbai, Balian, Sairen, Sihe, Zhonghua, Mumin, Shili, Lianhao                                                                 | 196      | 25054     | 22000           |

## Flora y fauna
Fusui tiene una enorme biodiversidad con más de 1100 especies de plantas y más de 350 clases de animales. Hay cerca de 35 animales protegidos incluyendo leucocephalus, trachypithecus francoisi, neofelis nebulosa, moschus berezovskii, python molurus y pangolines. Un cuarto de las especies silvestres de China se pueden encontrar en Fusui.

## Economía
Las industrias más grandes de Fusui son la forestal y la agrícola. Se cosechan naranjas, arroz, porotos, maní, maíz, yuca, canela, plátanos, sandía, verduras, piñas, lychee, durián, longan y té aunque el centro de la agricultura de Fusui es la caña de azúcar. Aquí se encuentra la producción de caña más grande de China y la producción más grande del mundo de sisal. Hierbas medicinales chinas silvestres son recolectadas y también son cultivadas. Los principales recursos minerales incluyen el aluminio, caliza, caolín, zinc, hierro, oro, carbón, y barita. Aquí se encuentra la producción de manganeso más grande de China y la producción más grande del mundo de bentonita. Otras industrias incluyen la exportación de infraestructura, papel, cemento,productos forestales tanto como madera o como aguarrás, materiales de construcción, medicamentos y manufacturas electrónicas.

## Turismo
Fusui es famosa por la belleza de su escenario natural. La atracción más famosa es la pinturas rupestre del río Zuo a 300 metros al sureste de pueblo Xiatong. La zona de paisaje turístico ecológico en la comunidad Bapen, redescubierta recientemente, tiene muchas especies de plantas endémicas. Al norte y al oeste del condado Fusui hay muchos bosques y reservas de animales, en este último lugar también hay un parque de dinosaurios.

## Puntos de interés
- Pinturas rupestres de río Zuo
- Área Escénica de Rock Rooster
- Parque dinosaurio
- La zona de paisaje de turismo ecológico en la montaña Kokonoe
- La zona de paisaje de turismo en el lago Gulong
- La tumba de Liu Shanjie
- Antigua residencia de Huang Xianfan

## Cifras históricas
- Wu Linyun
- Huang Xianfan